# Мокиш
Мокиш (бел. Мокіш) — упразднённая деревня в Стреличевском сельсовете Хойникского района Гомельской области Беларуси.
В связи с радиационным загрязнением после катастрофы на Чернобыльской АЭС жители переселены в чистые места.

## История
Село Мокиш с пятью дымами и мельницей названо в тарифе подымной подати Киевского воеводства 1628 г., когда его держал в заставе от князя Вишневецкого (Костантина?) пан Андрей Кликашевский. В люстрации подымной подати того же воеводства 1683 г. сказано, что деревню Мокиш с семью дымами держал пан Котарский. В 1734 г. Мокиш во владении супругов Войнов, а на 1754 г. принадлежал к Брагинскому имению, в том же году купленному у Эльжбеты Замойской (урождённой княжны Вишневецкой) Францем Антонием Ракицким.
В 1796 г. деревня Мокиш и фольварк Рудаков были в "закладе у ротмистра Креча", но принадлежали речицкому подстаросте Игнатию Оскерко. С 1816 г. владелицей Мокиша и Бабчина была Людвика Оскерко.    
В 1844 году Мокиш — деревня и одноимённый фольварк имения Рудаков, собственность несовершеннолетних Генрика, Александра и Софии, детей брата Людвики Владислава Оскерко. В Речицком уезде Минской губернии. Поместье находилось в аренде в Михаила Игнатовича Быкова. В 1889 году поместье Рудаков с фольварками Бабчин, Мокиш (всего 7162 десятин земли) принадлежало пани Елене, дочери Генрика, Ванькович (урождённой Оскерко). В 1897 году в деревне действовали церковно-приходская школа, конная мельница и фольварк; в Микуличской волости. На 1911 г. владелица Е. Г. Ванькович.
С 9 мая 1923 года в составе Хойникской волости Гомельской губернии, с 8 декабря 1926 года центр Мокишского сельсовета Хойникского района Речицкого с 9 июня 1927 года Гомельского округов, с 30 декабря 1927 года в составе Бабчинского сельсовета того же района и округа (до 26 июля 1930 года), с 20 февраля 1938 года в Полесской, с 8 января 1954 года в Гомельской областях. В 1959 году деревня в Рудаковском сельсовете.
Решением Хойникского районного Совета депутатов от 21 сентября 2010 г. № 25 "Об упразднении сельских населённых пунктов Хойникского района" деревня Мокиш Стреличевского сельсовета упразднена.

## Население

### Численность
- 2004 год — жителей нет.

### Динамика
- 1844 год — 27 дворов 173 жителя
- 1870 год — 101 крестьянская ревизская душа, 3 однодворца
- 1897 год — 57 дворов, 367 жителей; в фольварке 24 жителя (согласно переписи)
- 1909 год — 70 дворов 435 жителей, в фольварке 10 жителей
- 1917 год — 84 хозяйства, 513 жителей
- 1926 год — 114 хозяйств, 664 жителя
- 15.11.1926 года — 713 жителей
- 1959 год — 677 жителей (согласно переписи)
- 1970 год — 574 жителя
- 2004 год — жителей нет